# Vålerenga Fotball Damer
Il Vålerenga Fotball Damer, noto solo come Vålerenga, è una squadra di calcio femminile norvegese con sede nell'omonimo quartiere della capitale Oslo. Sezione di calcio femminile del Vålerengens Idrettsforening (Vålerengens IF), società polisportiva fondata nel 1913 che annovera anche la formazione maschile. La squadra, istituita nel 1998, gioca in Toppserien, la massima divisione del campionato norvegese, ininterrottamente dal campionato 2012. Ha vinto il campionato norvegese per la prima volta nel 2020, ripetendosi tre anni più tardi.

## Storia

### Gli inizi
Durante la riunione dell'11 maggio 1982, il comitato direttivo del Vålerengens Idrettsforening decise di istituire una sezione di calcio femminile, avviata inizialmente per determinarne l'interesse. La squadra, affidata all'allenatore e arbitro Øivind Løvvik, venne iscritta alla 5. divisjon, sezione B. Alla settima partita di campionato arrivò la prima vittoria contro il Tveita, per 1-0, e la stagione si concluse con 11 punti dopo 18 partite. Dopo la promozione del 1984, l'interesse calò drasticamente nel 1990. Il Vålerenga non riuscì a schierare la squadra al completo in diverse partite e perse tutte le gare di campionato. La differenza reti fu un disastroso 9-129 e il Vålerenga subì la più grande sconfitta di sempre, 0-21, contro la seconda squadra dell'Asker. Solo nel 1991, con Dag H. Bredesen come presidente delle giovanili, il Vålerenga iniziò a investire seriamente nelle ragazze. Insieme a Jan Petter Braathen, crearono una nuova squadra ogni anno per garantire il reclutamento. Allo stesso tempo, la prima squadra è rimasta inattiva per cinque anni.

### Il nuovo inizio
Nel 1996 il Vålerenga tornò a competere nella 4. divisjon, con la squadra costruita attorno al nucleo della squadra femminile del 1991. In tre anni la squadra dimostrò la sua competitività conquistando la promozione in 3. divisjon per il 1997, mentre l'anno successivo è stata nuovamente promossa in 2. divisjon. Dopo la parentesi del 1998, dove il Vålerenga si classificò al terzo posto, a soli due punti da Skeid e Lørenskog, nel 1999 riuscì a raggiungere la vetta della classifica e fare un ulteriore salto di categoria, accedendo alla 1. divisjon, secondo livello più alto del Paese.
Nella stagione 2000 la squadra, iscritta al Gruppo 2, Øst- og Sørlandet, si classifica seconda alle spalle e a 2 punti dal Røa, mancando la promozione in Toppserien ma mantenendo la categoria dopo la riforma del campionato che riduce le squadre iscritte alla 1. divisjon dal 2001, passato a girone unico di sole 9 partecipanti. Sempre quell'anno disputa anche la sua prima Coppa di Norvegia venendo comunque eliminata, sempre dal Røa, già al primo turno.

### La flessione nelle prestazioni
Nelle successive cinque stagioni il Vålerenga segnò una battuta d'arresto nell'evoluzione delle sue prestazioni sportive. Nel campionato di 1. divisjon 2001 si classificò settimo posto, mentre il Røa la eliminò ancora una volta al secondo turno della coppa. Il Vålerenga avanzò dal primo turno con un walkover. Nella stagione successiva, il Vålerenga si classificò all'ottavo posto riuscendo a fatica a guadagnare la salvezza, al contrario in coppa, affrontando per la prima volta avversari diversi dal Røa, le prestazioni furono più soddisfacenti; vinse per 10-1 contro il Bækkelaget, prima di perdere di stretta misura per 10 con il Team Strømmen. Nel 2003 la squadra fu definitivamente retrocessa dopo aver condiviso con il Nittedal, sua diretta rivale alla salvezza, le posizioni di bassa classifica, dovuto in parte a una sconfitta in uno scontro diretto ma anche per la bassa differenza reti. La sconfitta in coppa contro una squadra di 2. divisjon è stata sintomatica di questa stagione. Anche il ritorno in 2. divisjon non è stato semplice per il Vålerenga, concludendo il campionato all'ultimo posto utile per la salvezza, a quattro punti dalla zona retrocessione.

### La ripresa
Nel campionato di 2. divisjon 2006 il Vålerenga riuscì a invertire la rotta e a diventare una delle formazioni più pericolose della divisione, ben lontano dalla zona retrocessione. L'anno successivo la squadra conquista il primo posto nella prima parte del campionato e si qualifica per la promozione, perdendo poi però lo scontro diretto contro il Fotballklubben Voss, così come per il 2008, vincendo il campionato ma fallendo il salto di categoria dopo aver affrontato il Linderud-Grei nel doppio scontro diretto per la promozione.
Tuttavia nel 2009 la squadra riesce nuovamente a ritrovare risultati di rilievo. Con le ex prestigiose giocatrici Cecilie Berg-Hansen e Anita Waage nel team di allenatori, il Vålerenga era di gran lunga la squadra migliore. Nonostante il fatto che la maggior parte delle altre squadre avesse perso giocatrici importanti, soprattutto le squadre riserva di club di Toppserien in difficoltà, è inevitabile che il precorso del Vålerenga attraverso la 2. divisjon sia stato trionfale e nuovamente in grado di qualificarsi per la 1. divisjon. Dopo aver battuto il Byåsen per 2-0 in casa, ha vinto per 4-0 in trasferta contro il Sortland IL guadagnando la promozione in 1. divisjon 2010 dopo sei anni di seconda divisione.

## Palmarès

### Competizioni nazionali
- Campionato norvegese: 3

2020, 2023, 2024
- Coppa di Norvegia: 3

2020, 2021, 2024
- Campionato norvegese femminile di seconda divisione: 1

2011

### Altri piazzamenti
- Campionato norvegese:

Secondo posto: 2019
Terzo posto: 2022
- Coppa di Norvegia:

Finalista: 2017, 2019
Semifinalista: 2013

## Organico

### Rosa 2024
Rosa, ruoli e numeri di maglia tratti dal sito del club e della federazione norvegese e aggiornati al 7 ottobre 2024.
| N. |                        | Ruolo | Calciatrice                  |
| -- | ---------------------- | ----- | ---------------------------- |
| 1  | Svezia (bandiera)      | P     | Tove Evelina Enblom          |
| 2  | Norvegia (bandiera)    | D     | Sara Iren Lindbak Hørte      |
| 3  | Stati Uniti (bandiera) | D     | Michaela Dominique Kovacs    |
| 4  | Norvegia (bandiera)    | D     | Iselin Sandnes Olsen         |
| 5  | Norvegia (bandiera)    | D     | Selma Pettersen              |
| 6  | Svezia (bandiera)      | A     | Tilde Lindwall               |
| 7  | Danimarca (bandiera)   | A     | Janni Bøgild Thomsen         |
| 8  | Svezia (bandiera)      | C     | Linn Victoria Vickius        |
| 9  | Norvegia (bandiera)    | D     | Elise Hove Thorsnes          |
| 10 | Norvegia (bandiera)    | C     | Olaug Tvedten                |
| 11 | Norvegia (bandiera)    | A     | Emma Stølen Godø             |
| 13 | Norvegia (bandiera)    | A     | Mimmi Matilda Löfwenius Veum |
| 14 | Norvegia (bandiera)    | A     | Mawa Sesay                   |
| 15 | Norvegia (bandiera)    | C     | Ylinn Tennebø                |

| N. |                        | Ruolo | Calciatrice                  |
| -- | ---------------------- | ----- | ---------------------------- |
| 16 | Norvegia (bandiera)    | C     | Ronja Foss Arnesen           |
| 17 | Norvegia (bandiera)    | D     | Ane Nordby Jørgensen         |
| 18 | Norvegia (bandiera)    | C     | Thea Bjelde                  |
| 19 | Islanda (bandiera)     | C     | Sædís Rún Heiðarsdóttir      |
| 20 | Norvegia (bandiera)    | A     | Tuva Lotte Leschbrandt Espås |
| 21 | Norvegia (bandiera)    | A     | Karina Sævik                 |
| 22 | Norvegia (bandiera)    | A     | Tomine Enger                 |
| 22 | Svezia (bandiera)      | A     | Felicia Anna Rogic           |
| 27 | Norvegia (bandiera)    | D     | Lina Brigitta Skiaker Klech  |
| 30 | Norvegia (bandiera)    | C     | Stine Nybø Brekken           |
| 31 | Norvegia (bandiera)    | P     | Thiril Rækstad Erichsen      |
| 32 | Stati Uniti (bandiera) | P     | Jalen Justine Tompkins       |
| 41 | Norvegia (bandiera)    | P     | Pia Grinde-Hansen            |

### Rosa 2023
Rosa, ruoli e numeri di maglia tratti dal sito del club e della federazione norvegese e aggiornati al 15 novembre 2023.
| N. |                        | Ruolo | Calciatrice              |
| -- | ---------------------- | ----- | ------------------------ |
| 1  | Norvegia (bandiera)    | P     | Guro Pettersen           |
| 3  | Stati Uniti (bandiera) | D     | Michaela Kovacs          |
| 4  | Norvegia (bandiera)    | D     | Malin Skulstad Sunde     |
| 5  | Norvegia (bandiera)    | D     | Selma Pettersen          |
| 6  | Canada (bandiera)      | C     | Lisa Pechersky           |
| 7  | Danimarca (bandiera)   | C     | Janni Thomsen            |
| 8  | Svezia (bandiera)      | C     | Linn Vickius             |
| 9  | Norvegia (bandiera)    | A     | Elise Thorsnes           |
| 10 | Norvegia (bandiera)    | C     | Olaug Tvedten            |
| 11 | Islanda (bandiera)     | D     | Ingibjörg Sigurðardóttir |
| 13 | Norvegia (bandiera)    | A     | Mimmi Löfwenius          |
| 14 | Norvegia (bandiera)    | A     | Mawa Sesay               |

| N. |                        | Ruolo | Calciatrice     |
| -- | ---------------------- | ----- | --------------- |
| 15 | Norvegia (bandiera)    | C     | Ylinn Tennebø   |
| 16 | Norvegia (bandiera)    | C     | Ronja Arnesen   |
| 17 | Norvegia (bandiera)    | D     | Ane Jørgensen   |
| 18 | Norvegia (bandiera)    | C     | Thea Bjelde     |
| 21 | Norvegia (bandiera)    | A     | Karina Sævik    |
| 22 | Svezia (bandiera)      | A     | Felicia Rogic   |
| 24 | Danimarca (bandiera)   | D     | Laura Guldbjerg |
| 26 | Norvegia (bandiera)    | A     | Runa Lillegård  |
| 27 | Norvegia (bandiera)    | D     | Lina Klech      |
| 30 | Norvegia (bandiera)    | C     | Stine Brekken   |
| 32 | Stati Uniti (bandiera) | P     | Jalen Tompkins  |
| 40 | Norvegia (bandiera)    | P     | Klara Sporsem   |

### Rosa 2021
| N. |                          | Ruolo | Calciatrice                          |
| -- | ------------------------ | ----- | ------------------------------------ |
| 1  | Stati Uniti (bandiera)   | P     | Hannah Seabert                       |
| 3  | Danimarca (bandiera)     | D     | Stine Ballisager Pedersen (capitano) |
| 4  | Nuova Zelanda (bandiera) | D     | C. J. Bott                           |
| 5  | Norvegia (bandiera)      | D     | Andrine Tomter                       |
| 6  | Norvegia (bandiera)      | D     | Camilla Huseby                       |
| 8  | Norvegia (bandiera)      | C     | Rikke Bogetveit Nygard               |
| 9  | Norvegia (bandiera)      | A     | Elise Thorsnes                       |
| 10 | Norvegia (bandiera)      | C     | Synne Jensen                         |
| 11 | Islanda (bandiera)       | D     | Ingibjörg Sigurðardóttir             |
| 13 | Danimarca (bandiera)     | C     | Agnete Kristine Nielsen              |
| 14 | Norvegia (bandiera)      | D     | Tina Dalgård Konradsen               |
| 15 | Norvegia (bandiera)      | C     | Ylinn Tennebø                        |
| 16 | Norvegia (bandiera)      | C     | Emma Iversen                         |

| N. |                        | Ruolo | Calciatrice                 |
| -- | ---------------------- | ----- | --------------------------- |
| 17 | Islanda (bandiera)     | C     | Amanda Jacobsen Andradóttir |
| 18 | Norvegia (bandiera)    | C     | Thea Bjelde                 |
| 18 | Norvegia (bandiera)    | A     | Celin Bizet Ildhusøy        |
| 20 | Norvegia (bandiera)    | A     | Marie Dølvik Markussen      |
| 22 | Serbia (bandiera)      | C     | Dejana Stefanović           |
| 23 | Stati Uniti (bandiera) | A     | Katie Stengel               |
| 25 | Danimarca (bandiera)   | C     | Janni Thomsen               |
| 26 | Danimarca (bandiera)   | A     | Rikke Marie Madsen          |
| 27 | Norvegia (bandiera)    | C     | Olaug Tvedten               |
| 29 | Norvegia (bandiera)    | A     | Mari Rosendal Nyhagen       |
| 30 | Norvegia (bandiera)    | C     | Stine Nybø Brekken          |
| 32 | Stati Uniti (bandiera) | P     | Jalen Tompkins              |
| 40 | Norvegia (bandiera)    | P     | Klara Thorsrud Sporsem      |

### Rosa 2020
| N. |                          | Ruolo | Calciatrice              |
| -- | ------------------------ | ----- | ------------------------ |
| 1  | Stati Uniti (bandiera)   | P     | Hannah Seabert           |
| 2  | Norvegia (bandiera)      | D     | Svanhild Sand            |
| 3  | Camerun (bandiera)       | A     | Ajara Njoya              |
| 4  | Nuova Zelanda (bandiera) | D     | Catherine Bott           |
| 5  | Norvegia (bandiera)      | D     | Andrine Tomter           |
| 6  | Paesi Bassi (bandiera)   | D     | Maruschka Waldus         |
| 7  | Norvegia (bandiera)      | C     | Sigrid Heien Hansen      |
| 8  | Paesi Bassi (bandiera)   | C     | Sherida Spitse           |
| 9  | Norvegia (bandiera)      | A     | Isabell Herlovsen        |
| 10 | Norvegia (bandiera)      | C     | Victoria Ludvigsen       |
| 11 | Islanda (bandiera)       | D     | Ingibjörg Sigurðardóttir |
| 14 | Norvegia (bandiera)      | D     | Tina Dalgård             |

| N. |                        | Ruolo | Calciatrice               |
| -- | ---------------------- | ----- | ------------------------- |
| 15 | Norvegia (bandiera)    | C     | Mia Rostad Huse           |
| 17 | Norvegia (bandiera)    | A     | Synne Jensen              |
| 18 | Norvegia (bandiera)    | A     | Celin Bizet Ildhusøy      |
| 20 | Norvegia (bandiera)    | A     | Marie Dølvik Markussen    |
| 21 | Norvegia (bandiera)    | C     | Emilie Libakken Østerås   |
| 22 | Serbia (bandiera)      | C     | Dejana Stefanović         |
| 23 | Danimarca (bandiera)   | D     | Stine Ballisager Pedersen |
| 24 | Norvegia (bandiera)    | C     | Tine Celine Karstensen    |
| 25 | Danimarca (bandiera)   | D     | Janni Bøgild Thomsen      |
| 26 | Danimarca (bandiera)   | A     | Rikke Marie Madsen        |
| 28 | Norvegia (bandiera)    | C     | Ina Skaug                 |
| 32 | Stati Uniti (bandiera) | P     | Jalen Tompkins            |